# Nychiodes dalmatina
Nychiodes dalmatina is een vlinder uit de familie spanners (Geometridae). De wetenschappelijke naam is voor het eerst geldig gepubliceerd in 1909 door Wagner.
De soort komt voor in Europa.